# Сочнов, Владимир Борисович
Владимир Борисович Сочнов (25 сентября 1955, Москва, РСФСР, СССР) — советский футболист, защитник и полузащитник. Мастер спорта СССР (1981).

## Биография
Начал заниматься футболом в 10 лет в детской спортивной школе московского завода «Подшипник». Выступать за команды мастеров начал в 1978 году во второй лиге в составе клуба «Знамя Труда» Орехово-Зуево. В 1981—1985 годах выступал за московский «Спартак», в 1986 — за «Торпедо» Москва. Впоследствии выступал за различные клубы первой и второй лиг, в 1986 году закончил Московский областной государственный институт физической культуры.
С 1995 года стал работать в футбольной структуре «Москабельмета». С октября 1999 года, со дня основания — тренер-преподаватель в ДЮСШ «МКМ».
В 2004 году участвовал в телеигре «Сто к одному», играя за команду звёзд «Спартака» против редакции журнала «Мой футбол».

## Достижения
- Победитель Кубка СССР (1986).
- Четырёхкратный серебряный призёр чемпионата СССР (1981, 1983, 1984, 1985).
- Бронзовый призёр чемпионата СССР (1982).
- В списках 33 лучших 3 раза: 1983 — № 1, 1984 — № 2, 1985 — № 3.
- Финалист Кубка РСФСР: 1980